# Pseudohelina anthomyiina
Pseudohelina anthomyiina är en tvåvingeart som först beskrevs av Fritz Isidore van Emden 1951.  Pseudohelina anthomyiina ingår i släktet Pseudohelina och familjen husflugor. Inga underarter finns listade i Catalogue of Life.